# Patrick Chamoiseau
Patrick Chamoiseau (Fort-de-France, Martinica 1953) escriptor, assagista, guionista i productor francès nascut a Martinica. Premi Goncourt de 1992 per la novel·la Texaco.

## Biografia
Patrick Chamoiseau va néixer a Fort-de-France el 3 de desembre de 1953. Va estudiar dret i economia a França.
Ha treballat com a mestre, ha fet tasques de treballador social a França i a Martinica i fou conseller del Tribunal de Menors de Fort-de-France.
El 1986 va publicar la seva primera novel·la Chronique des sept misères on explica l'experiència col·lectiva dels "djobeurs" i exposa la invenció d'un nou estil lingüístic, accessible als lectors de la metròpoli, però que inclou els valors sociosimbòlics del crioll.
Considerat com seguidor d'Aimé Césaire i d'Édouard Glissant, conjuntament amb Raphäel Confiant és un dels líders del moviment literari del món crioll; amb Confiant i Jean Bernabé, el 1989 publicà el manifest fundacional d'aquest moviment socioliterari. També se l'ha definit com a hereu dels conceptes de "negritud" d'Aimé Césaire i "d'antillanitat" d'Edouard Glissant, desenvolupant el de "criollitat".
S'ha interessat per temes etnogràfics relacionats amb Martinica, tant per les activitats i manifestacions culturals de la seva illa, com pels oficis amb tendència a desaparèixer (pescadors, contadors de contes, "djoboeurs") i redescobreix el dinamisme de la seva llengua materna, el crioll, que va abandonar en l'etapa dels seus estudis primaris.

## Obra literària
- Chronique des sept misères (1986)

- Solibo magnifique (1988)
- Antan d'enfance (1990)
- Texaco (1992) Premi Goncourt.
- 1994: Chemin d'école (1994)
- L'Esclave vieil homme et le molosse (1997)
- Biblique des derniers gestes (2002)
- Manman Dlo contre la fée Carabosse (1982)
- Solibo magnifique (1988)
- Éloge de la créolité (1989) amb Jean Bernabé i Raphaël Confiant
- Martinique (1989)
- Lettres créoles (1991) amb Raphaël Confiant
- Guyane : Traces-mémoires du bagne (1994)
- Écrire en pays dominé (1997)
- L'esclave vieil homme et le molosse (1997)
- Elmire des sept bonheurs : confidences d'un vieux travailleur de la distillerie Saint-Étienne (1998)
- Émerveilles, nouvelles (1998)
- Case en pays-mêlés (2000) amb Jean-Luc de Laguarigue
- Métiers créoles : tracées de mélancolie (2001) amb Jean-Luc de Laguarigue
- Biblique des derniers gestes (2001)
- Les Bois sacrés d'Hélénon (2002) amb Dominique Berthet
- Le Commandeur d'une pluie, i L'Accra de la richesse (2002)
- Livret des villes du deuxième monde (2002)
- À bout d'enfance (Une enfance créole, III) (2005)
- Un dimanche au cachot (2007)
- Quand les murs tombent ; l'identité nationale hors-la-loi ? (2007) amb Edouard Glissant
- Trésors cachés et patrimoine naturel de la Martinique vue du ciel (2007) amb fotografies de Anne Chopin
- Les Tremblements du monde (2009)
- L'Intraitable beauté du monde - dedicat à Barack Obama (2009) amb Edouard Glissant
- Les Neuf consciences du Malfini (2009)
- L'Empreinte à Crusoé (2012)
- Hypérion victimaire. Martiniquais épouvantable (2013)
- Le papillon et la lumière, (conte) (2013)
- Veilles et Merveilles Créoles (2013)
- La matière de l'absence (2016)
- J'ai toujours aimé la nuit (2017), reedició de Hypérion victimaire. Martiniquais épouvantable (2013)

## Filmografia
Ha col·laborat com a guionista en diverses pel·lícules del director Guy Deslauriers, com " Le passage du millieu" (2000), "Biguine" (2004), i "Aliker" (2007).

## Premis
- 1986 - Premi Kléber Haedens, Chronique des sept misères
- 1986 - Premi de l'île Maurice, Chronique des sept misères
- 1987 - Premi Loys Masson, Chronique des sept misères
- 1988 - Grand Prix de la littérature de jeunesse, Au temps de l'antan
- 1992 - Premi Goncourt, Texaco
- 1993 - Premi Carbet de la Caraïbe, Antan d'enfance
- 2002 - Premi especial del jurat de RFO, Biblique des derniers gestes
- 2008 - Premi del llibre de RFO, Un dimanche au cachot
- 2010 - "Commandeur des Arts et des Lettres" de França